# レオン・シャムロイ
レオン・シャムロイ（Leon Shamroy, 1901年7月16日 - 1974年7月7日）はアメリカ合衆国の映画撮影監督。16回、18作品でアカデミー撮影賞にノミネートされ、4度受賞している。
1953年に、女優メアリー・アンダーソンと結婚し、シャムロイが亡くなるまで連れ添った。

## 主な作品
- ジェニイの一生 Jennie Gerhardt (1933)
- 暗黒街の弾痕 You Only Live Once (1937)
- 科学者ベル The Story of Alexander Graham Bell (1939)
- 大紐育 Little Old New York (1940)
- 海の征服者 The Black Swan (1942)
- 西部の王者 Buffalo Bill (1944)
- ウィルソン Wilson (1944)
- ブルックリン横丁 A Tree Grows in Brooklyn (1945)
- ステート・フェア State Fair (1945)
- 哀愁の湖 Leave Her to Heaven (1945)
- 頭上の敵機 Twelve O'Clock High (1949)
- キリマンジャロの雪 The Snows of Kilimanjaro (1952)
- わが心に歌えば With a Song in My Heart (1953)
- 聖衣 The Robe (1953)
- エジプト人 The Egyptian (1954)
- ショウほど素敵な商売はない There's No Business Like Show Business (1954)
- 慕情 Love Is a Many-Splendored Thing (1955)
- 足ながおじさん Daddy Long Legs (1955)
- 王様と私 The King and I (1956)
- 女はそれを我慢できない The Girl Can't Help It (1956)
- 南太平洋 South Pacific (1958)
- 無頼の群 The Bravados (1958)
- ポール・ニューマンの 女房万歳! Rally 'Round the Flag, Boys! (1958)
- ポギーとベス Porgy and Bess (1959)
- 嘆きの天使 The Blue Angel (1959)
- 悲愁 Beloved Infidel (1959)
- アラスカ魂 North to Alaska (1960)
- クレオパトラ Cleopatra (1963)
- 枢機卿 The Cardinal (1963)
- 何という行き方! What a Way to Go! (1964)
- 華麗なる激情 The Agony and the Ecstasy (1964)
- 猿の惑星 Planet of the Apes (1968)
- アレキサンドリア物語 Justine (1969)